# Liushar Thubten Tharpa
Liushar Thubten Tharpa aussi appelé Neshar Thupten Tharpa (1913-1984) était un moine et un politicien tibétain. Il fut le dernier ministre des Affaires étrangères du Tibet,.
Liushar a été nommé la-chag (trésorier) en mai 1938. Il a été promu dzasa et moine ministre nommé au Bureau des Affaires étrangères du Tibet par le Kashag en février 1948.
Il est reçu à la Mission de l'Inde à Lhassa en août-septembre 1951 à l'époque où les Chinois sont arrivés à Lhassa, précédés du général Zhang Jingwu, le représentant du Comité central du Parti communiste chinois.
En août 1952, il dirigea une « délégation d'amitié » envoyé en Chine à la suggestion des Chinois par le 14e dalaï-lama, et composée de membres du gouvernement tibétain, de dirigeants monastiques et de marchands tibétains. Depuis la station centrale de la Radio du peuple à Pékin (en), Liushar Thubten Tharpa lança des messages rassurants pour la population tibétaine. Cependant, à son retour au Tibet en été 1953, il informa le dalaï-lama que ses messages enthousiastes lui avait été dictés par les Chinois et qu'il s'agissait d'une propagande communiste, ajoutant que les « garanties » données par Mao Zedong en octobre 1952 assurant que la religion serait protégée et la réforme foncière ajournée jusqu'au moment souhaité par les Tibétains étaient suspects.
En 1958, avec l'homme d'affaires musulman Ramzan, il a fondé le Diki Wolnang, ou cinéma de la lumière heureuse, un bâtiment qui était situé à l'ouest du temple de Jokhang vers le pont de Yuthog.
En 1959, il s’est enfui au cours du soulèvement au Tibet avec le 14e dalaï-lama en exil en Inde, et ne put retourner au Tibet.
Il a été ministre des Affaires étrangères du premier et du second Kashag du gouvernement tibétain en exil.
Il a été représentant du 14e dalaï-lama à New York au milieu des années 1960, et après sa retraite a rejoint Labsum Shedrub Ling, un monastère du bouddhisme tibétain fondé par Geshe Wangyal en 1958 dans le New Jersey. Il est rentré à Dharamsala en Inde à la demande du dalaï-lama.